# Chiesa di San Giacomo (Bari)
La chiesa di San Giacomo è una delle chiese minori di Bari Vecchia, che si trova in piazza dell'Odegitria, a pochi metri dalla Cattedrale di San Sabino.

## Storia
Secondo la tradizione, venne fondata da Symbatikios, delegato barese dell'imperatore Basilio I il Macedone, ma le prime attestazioni storiche risalgono alla fine dell'undicesimo secolo: in ogni caso la chiesa originale venne distrutta durante una guerra e ricostruita nel 1180. 
Vi era annesso un monastero, dal 1344 assegnato alle monache olivetane, che si dedicheranno al restauro della costruzione. Dal 1919 è sede ausiliaria della Cattedrale.

## Architettura
La chiesa, in stile romanico semplice, si presenta all'esterno con una facciata costruita da pezzi squadrati di pietra calcarea: si entra in essa da un portale preceduto da quattro gradini, per scoprire la navata unica, dall'aspetto tardobarocco dato dalla ristrutturazione settecentesca di Antonio Vaccaro. Nell'abside si trova l'altare maggiore, dove spicca un rilievo di San Giacomo in marmo bianco.
Non visibile dalla facciata è il campanile, in stile romanico, che si erge sulla contrada.